# Gierzwałd
Gierzwałd [ˈɡʲɛʐvau̯t] (polnisch auch Gierkowo; deutsch Geierswalde) ist ein Dorf im Powiat Ostródzki der Woiwodschaft Ermland-Masuren in Polen. Es ist Sitz und Schulzenamt (polnisch Sołectwo) der Landgemeinde Grunwald.
Namensgebend für die Gemeinde war das kleinere Dorf Grunwald (Grünfelde), das landesweit als Austragungsort der Schlacht bei Tannenberg von 1410 (polnisch Bitwa pod Grunwaldem – Schlacht bei Grunwald) bekannt ist.

## Geographie

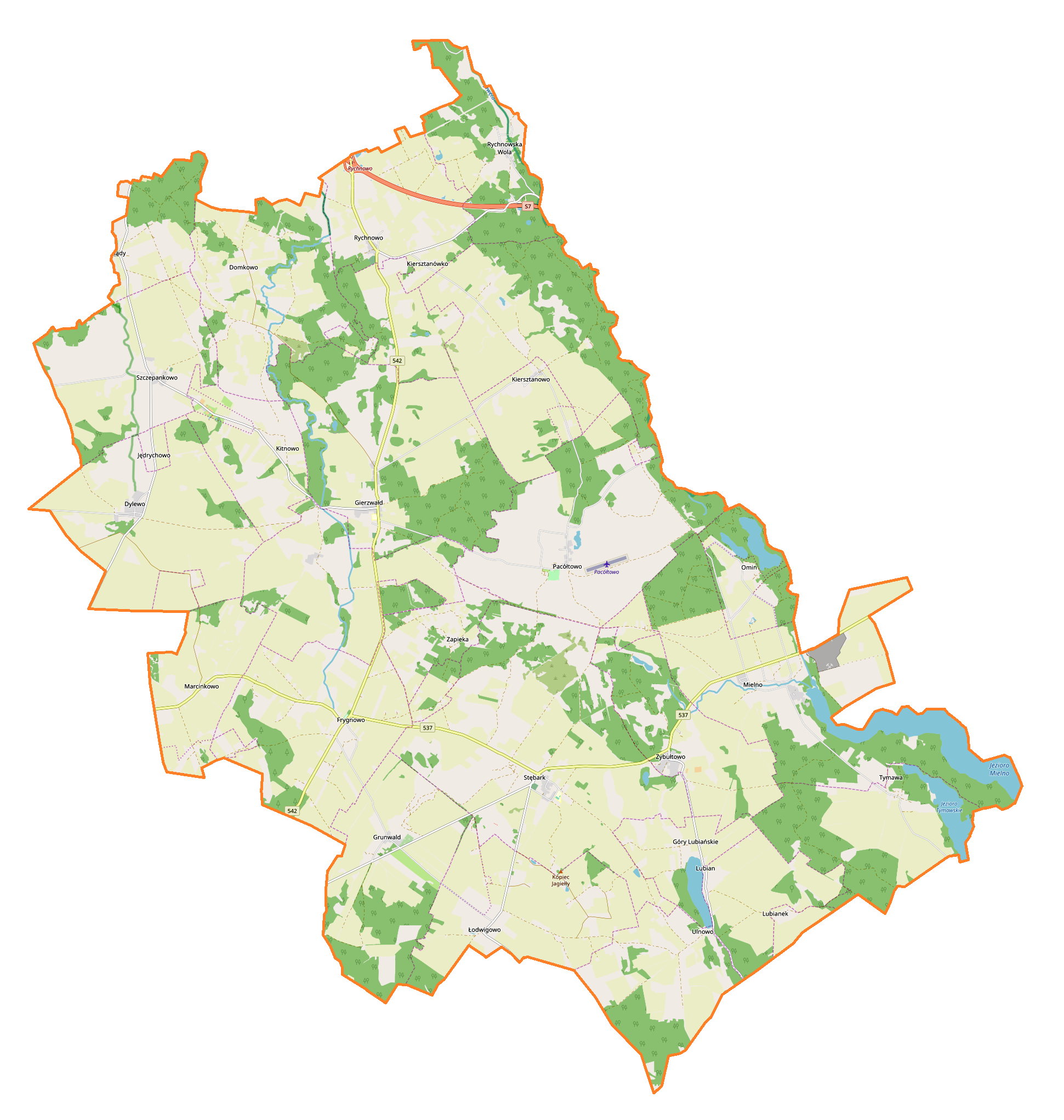
Karte der Gemeinde

Das Dorf hat eine zentrale Lage in der Gemeinde. Diese liegt im Südwesten der Woiwodschaft, in Masuren im ehemaligen Ostpreußen. Nachbarorte sind: Domkowo (Domkau), Rychnowo (Reichenau) und Kiersztanówko (Klein Kirsteinsdorf) im Norden, Kiersztanowo (Groß Kirsteinsdorf) und Pacółtowo (Groß Pötzdorf) im Osten, Zapieka (Kaulbruch) und Frygnowo (Frögenau) im Süden sowie Marcinkowo (Mertensdorf), Dylewo (Döhlau) und Kitnowo (Kittnau) im Westen. Das Dorf Grunwald liegt etwa sechs Kilometer südlich.

## Geschichte

### Ortsgeschichte
Das Dorf Geyerswald (nach 1410 Gerswalde, nach 1785 Jeyerswalde, vor 1895 Geyerswalde) wurde 1325 von Hans von Otatz und Peter von Geierswalde gegründet.
Geierswalde zählte im Jahre 1910 insgesamt 557 Einwohner, von denen 241 zur Landgemeinde Geierswalde und 316 zum Gutsbezirk Geierswalde gehörten. Nach der am 30. September 1928 erfolgten Eingemeindung der Gutsbezirke Geierswalde und Kittnau (polnisch Kitnowo) waren in der so veränderten Landgemeinde Geierswalde 962 Einwohner im Jahre 1933 und 949 im Jahre 1939 gemeldet.
Nach der russischen Besetzung 1945 erhielt Geierswalde den Namen Gierkowo, der später in das heutige Gierzwałd geändert wurde. Im selben Jahr wurde die Landgemeinde Grunwald gebildet und 1954 wieder aufgelöst. Seit diesem Jahr bestanden unter anderem die Gromadas Gierzwałd und Grunwald, die wiederum 1973 mit der Neugründung der Landgemeinde aufgelöst wurden. Diese gehörte wie ihre Dörfer von 1975 bis 1998 zur Woiwodschaft Olsztyn (Allenstein), seither zur Woiwodschaft Ermland-Masuren. Im Jahre 2011 waren im Dorf Gierzwałd 798 Einwohner registriert.

### Amtsbezirk Geierswalde (1874–1945)
Am 7. Mai 1874 wurde Geierswalde Amtsdorf und damit namensgebend für einen Amtsbezirk im Kreis Osterode in Ostpreußen, Regierungsbezirk Königsberg (ab 1905: Regierungsbezirk Allenstein).
Zum Amtsbezirk gehörten:
| Deutscher Name                 | Polnischer Name | Anmerkungen                                                                                             |
| ------------------------------ | --------------- | --- |
| Geierswalde, LG                | Gierzwałd       | |
| Geierswalde, GB                |                 | 1928 in die Landgemeinde Geierswalde eingegliedert                                                      |
| Kalwa 1938–1945 Kleintal       | Kalwa           | |
| Kittnau                        | Kitnowo         | 1928 in die Landgemeinde Geierswalde eingegliedert                                                      |
| ab 1928:                       |                 | |
| Grabitzken 1938–1945 Geierseck | Grabiczki       | bis 1928 dem Amtsbezirk Groß Pötzdorf zugehörig                                                         |
| Korstein                       | Korsztyn        | bis 1928 dem Amtsbezirk Groß Pötzdorf zugehörig, und 1928 in die Landgemeinde Geierswalde eingegliedert |

### Gut Geierswalde
Im Jahre 1325 erfolgte die Errichtung des Ritterguts Geierswalde, das in der Folge einen häufigen Besitzerwechsel zu verkraften hatte. Im 17. Jahrhundert waren es die Familien Burski, Birckhan und Sadlicki. im 18. Jahrhundert die Familie Zakrzewski, und im 19. und 20. Jahrhundert fokgten die Familien Markwald, Eschenburg und Hoepfner. Die landwirtschaftliche Fläche umfasste um 1900 etwa 1000 Hektar. Zum Betrieb gehörten eine Brennerei und eine Ziegelei.
Die Gutsanlage befindet sich heute in einem guten Zustand. In der zweiten Hälfte des 19. Jahrhunderts entstand das Gutshaus, das 1989 restauriert wurde. Unter über 100-jährigen Buchen hat sich auch der Gutsfriedhof erhalten.

## Kirche
Eine Kirche und ein Kirchengemeinde gab es in Geierswalde bereits in vorreformatorischer Zeit. Mit der Reformation wurde die evangelischer Konfession und nach dem Zweiten Weltkrieg evangelisch-methodistischen Bekenntnisses. Seitens der römisch-katholischen Kirche gab es bis hinein in die 1980er Jahre keine eigene Kirche in Gierzwałd. Heute ist hier auch eine Pfarrei errichtet.
Die erste Kirche des Dorfs wurde 1410 während der kriegerischen Auseinandersetzungen niedergebrannt. Im Jahre 1487 wurde eine neue Kirche aus Holz errichtet. Sie wurde dann eine evangelische Kirche.

### Evangelisch

#### Kirchengebäude

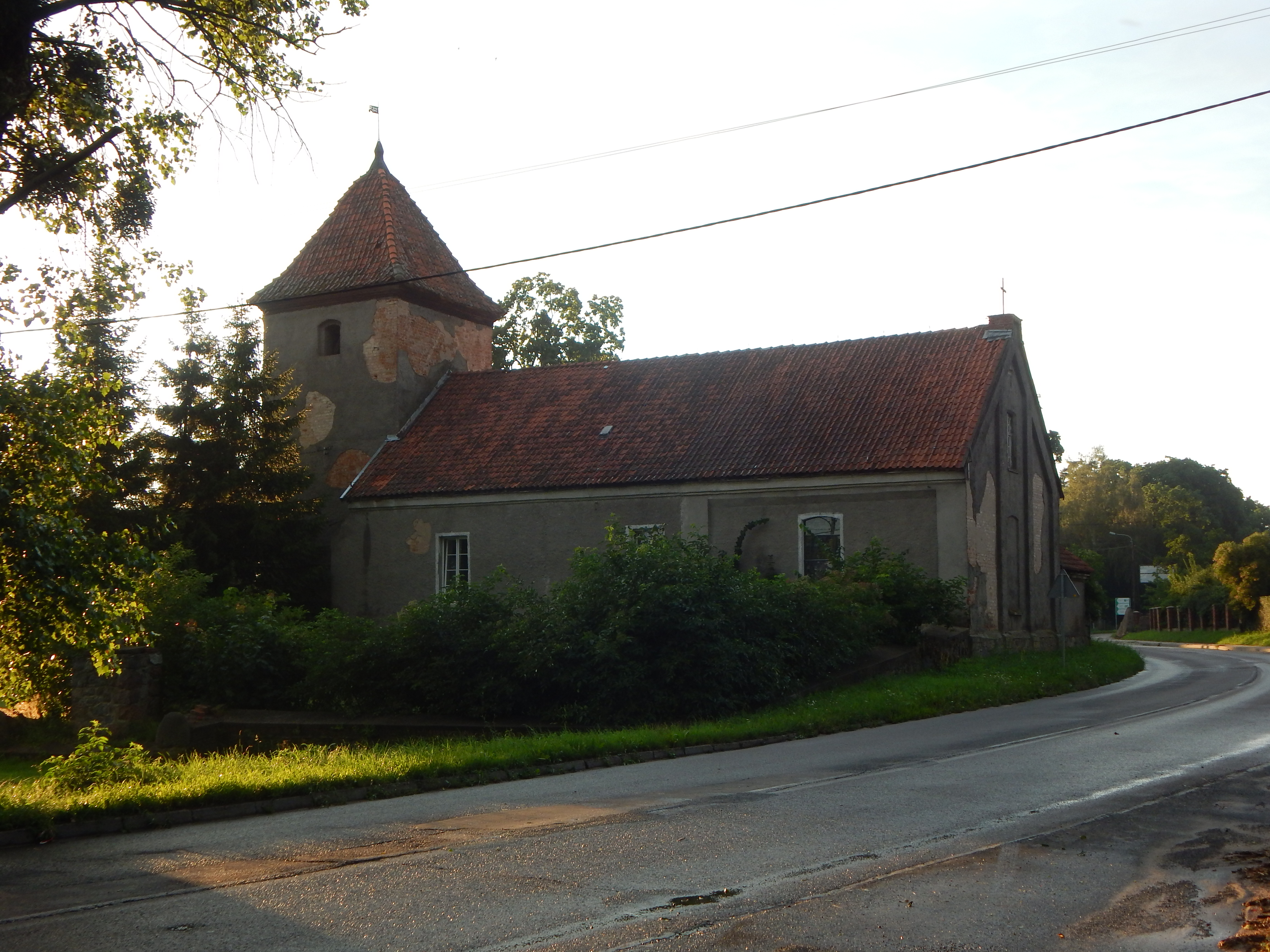
Evangelische Kirche Gierzwałd (2018)

Die Kirche von 1487 wurde 1780 durch einen Neubau ersetzt. Sie ist bis heute erhalten. Es handelt sich dabei um einen verputzten Backsteinbau mit vorgelegtem Turm, der 1873 einen Neubau an der Ostseite erhielt. Aus dem 17. Jahrhundert stammt der Altar, der kurzzeitig mit der in derselben Werkstatt wie der Altar hergestellten Kanzel vereinigt war und dabei verstümmelt wurde. Jetzt sind Kanzel und Altar wieder getrennt. Das Taufbecken aus Granit entstand im 14./15. Jahrhundert, der Taufengel entstammt der Werkstatt des Meisters, der im 17. Jahrhundert auch Altar und Kanzel angefertigt hat. Der Elbinger Orgelbaumeister August Terletzki fertigte 1882 die Orgel an. Das Geläut der Kirche besteht aus zwei Glocken.

#### Kirchengemeinde
Die evangelische(-lutherische) Kirchengemeinde in Geierswalde war eine Patronatsgemeinde. Das Patronatsrecht oblag dem jeweiligen Rittergutsbesitzer. Zusammen mit Groß Kirsteinsdorf (polnisch: Kiersztanowo) und Reichenau (Rychnowo) bildete sie einen Verbund, zu dem 1741 auch die bis dahin selbständige Kirchengemeinde Groß Pötzdorf (damals noch Petzdorf genannt, polnisch Pacółtowo) kam. Pfarrsitz blieb Geierswalde.
Die vier vereinigten Kirchengemeinden waren bis 1945 in den Superintendenturbezirk Hohenstein (polnisch Olsztynek) des Kirchenkreises Osterode in Ostpreußen (Ostróda) in der Kirchenprovinz Ostpreußen der Kirche der Altpreußischen Union eingegliedert.
Im Jahre 1925 zählte der Sprengel Geierswalde 1440 Gemeindeglieder – von 2610 im Gesamtbezirk. Zum Kirchspiel zählten neben Geierswalde noch sechs Orte: Domkau (polnisch Domkowo), Kalwa (1938 bis 1945 Kleintal, polnisch Kalwa), Kittnau (Kitnowo), Korstein (Korsztyn), Steffenswalde (Szczepankowo) und Wrobbeln (1938 bis 1945 Geiershof, polnisch Wróble).
Von den Kirchenbüchern der Kirchengemeinde Geierswalde haben sich erhalten und werden im Evangelischen Zentralarchiv in Berlin aufbewahrt: Taufen (1784 bis 1944), Trauungen (1784 bis 1944), Begräbnisse (1784 bis 1945) und Konfirmationen (1903 bis 1911, 1917 bis 1941).
Flucht und Vertreibung der einheimischen Bevölkerung 1945 bis 1950 setzten der evangelische Gemeinde in Geierswalde ein Ende. Die Kirche ging ins Eigentum der Evangelisch-methodistischen Kirche über. Heute hier lebende Glieder der Evangelisch-Augsburgischen (= lutherischen) Kirche in Polen gehören zur Kirche in Olsztynek (Hohenstein), einer Filialkirche der Pfarrei in Olsztyn (Allenstein) in der Diözese Masuren.

### Evangelisch-methodistisch
Die alte Geierswalder Dorfkirche wurde nach 1945 Eigentum der Evangelisch-methodistischen Kirche in Polen, die in Gierzwałd eine eigene Pfarrei errichtete. Sie ist dem Okręg Mazurski („Bezirk Masuren“) dieser Kirche in Polen, die ihren Sitz in Warschau hat, zugehörig. Am Kirchengebäude wurden mancherlei Veränderungen vorgenommen.

### Römisch-katholisch
Die römisch-katholischen Einwohner Geierswaldes waren vor 1956 in die Pfarrei in Gilgenburg (polnisch Dąbrówno) im Bistum Ermland eingegliedert. Der Bezug zur Dąbrówno bestand wohl auch noch bis in die 1980er Jahre, als in Gierzwałd eine eigene Kirche gebaut wurde, die Johannes dem Täufer gewidmet ist. In Gierzwałd besteht heute auch eine Pfarrei, die nun dem 1992 neu entstandenen Erzbistum Ermland zugeordnet ist.

## Gemeinde

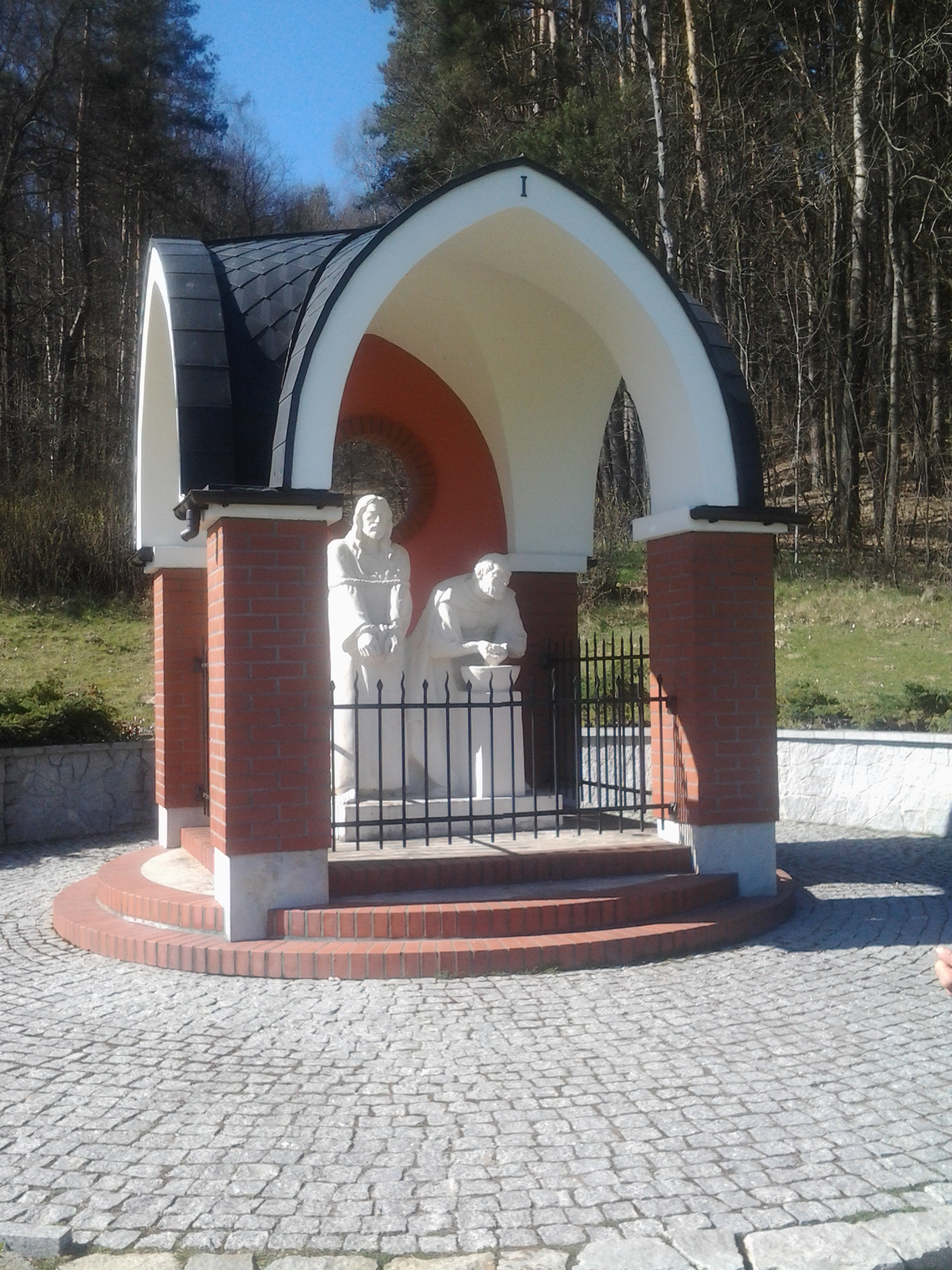
Erste Station des Kreuzwegs

Zur Landgemeinde Grunwald mit fast 180 km² Fläche gehören 21 Dörfer mit einem Schulzenamt sowie eine Reihe kleinerer Ortschaften. Sie hat 5566 Einwohner (Stand 31. Dezember 2020).

## Sehenswürdigkeiten und Tourismus
Zu den denkmalgeschützten Sehenswürdigkeiten, die in das nationale Denkmalregister eingetragen sind, gehört:
- Evangelisch-methodistischen Kirche, erbaut 1780–1783, mit ihrem Friedhof.[7]
- Das ehemalige Herrenhaus stammt aus der zweiten Hälfte des 19. Jahrhunderts. Es ist ein klassizistisches, einstöckiger Bau, erbaut auf einem rechteckigen Grundriss und mit einem Satteldach bedeckt. Das Gebäude wurde renoviert und dient als Kulturzentrum der Gemeinde. Das zugehörige Gut und der Park sind bis auf die Brennerei weitgehend erhalten.[7]
- Bei Gierzwałd wurde ein neuer Kreuzweg errichtet.

Nahe dem Dorf befindet sich ein großer Bauernhof mit einem kleinen See. Das agrotouristische Angebot ist auf die Bedürfnisse von Behinderten abgestimmt. Ein Großereignis in der Gemeinde ist die jährlich nachgespielte Schlacht bei Tannenberg (polnisch: Bitwa pod Grunwaldem).

## Verkehr

### Straße
Der Ort liegt an der Woiwodschaftsstraße DW 542, die die Gemeinde von Nord nach Süd durchzieht und weiter nach Działdowo (Soldau) führt. Im Norden besteht bei Rychnowo Anschluss an die Schnellstraße S7 (Europastraße 77). Sie führt von der Ausfahrt Rychnowo (Reichenau) nach Ostróda (Osterode i. Ostpr.), Elbląg (Elbing) und Danzig sowie nach Nidzica (Neidenburg), während der Ausbau in die Hauptstadt Warschau noch nicht vollständig ist.  Im Süden kreuzt bei Frygnowo die DW 537, die nach Lubawa (Löbau in Westpreußen) führt, auch sie hat einen Anschluss an die S7.
Im Übrigen treffen in Gierzwałd vier Nebenstraßen aus der unmittelbaren Umgebung zusammen.

### Schienen
Der nächste Bahnhof ist Olsztynek (Hohenstein) an der Bahnstrecke Działdowo–Olsztyn (deutsch Soldau–Allenstein).
Von 1894 bis 1945 war Geierswalde selber Bahnstation und lag an der Bahnstrecke Ostróda–Olsztynek (Osterode (Ostpr.)–Hohenstein), deren Ausgangsbahnhof ursprünglich  Elbing  (polnisch Elbląg) war. Sie wurde in Kriegsfolge geschlossen, und die Anlage fast vollständig demontiert.

### Luft
Der nächste internationale Flughafen ist Danzig. – Das Hotel im Nachbarort Pacółtowo (Groß Pötzdorf)  betreibt den Bedarfslandeplatz Pałac Pacółtowo mit einer Graspiste von 850 Metern Länge und 30 Metern Breite.